# Veðurárrönd
Veðurárrönd är en morän i republiken Island. Den ligger i regionen Austurland, 270 km öster om huvudstaden Reykjavík.